# Boumourt
Boumourt es una comuna francesa de la región de Aquitania en el departamento de Pirineos Atlánticos.
El topónimo Boumourt fue mencionado por primera vez en el siglo XII con los nombres de Bolmort y Bomort.

## Demografía
| 251 | 197 | 207 | 235 | 270 | 247 | 284 | 264 | 261 | 229 | 243 | 236 | 232 | 228 | 210 | 216 | 202 | 180 | 189 | 182 | 171 | 160 | 150 | 141 | 126 | 111 | 118 | 113 | 108 | 95 | 125 | 126 | 129 |
| Para los censos de 1962 a 1999 la población legal corresponde a la población sin duplicidades (Fuente: INSEE [Consultar]) |     |     |     |     |     |     |     |     |     |     |     |     |     |     |     |     |     |     |     |     |     |     |     |     |     |     |     |     |    |     |     |     |